# Konspiracyjne Komórki Ognia

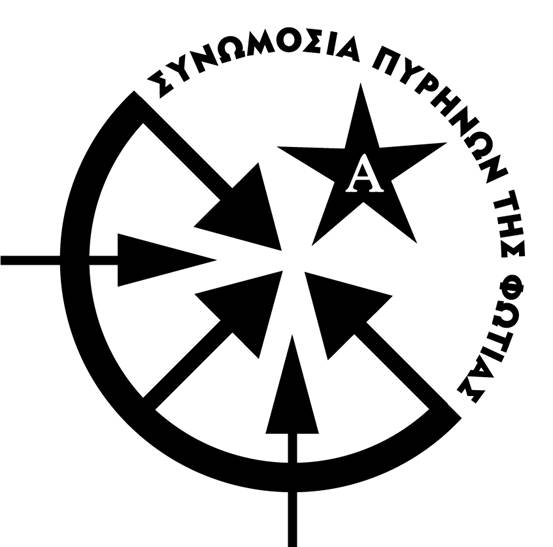
Logo organizacji

Konspiracyjne Komórki Ognia (gr. Συνωμοσία των Πυρήνων της Φωτιάς) – grecka organizacja terrorystyczna.

## Historia
Sformowane zostały prawdopodobnie w 2008 roku. Działania grupy opierają się na strategii partyzantki miejskiej. Początkowo zajmowały się podpaleniami. Pierwszymi celami bojówkarzy były banki, salony samochodowe i komisariaty policji w Atenach i Salonikach. Począwszy od 2009 roku grupa rozszerzyły zakres działalności na zamachy z użyciem materiałów wybuchowych. Komórki zyskały rozgłos po wysyłaniu przesyłek z materiałami wybuchowymi, które dotarły do biur europejskich liderów – Angeli Merkel, Silvio Berlusconiego i José Manuela Barroso. W 2011 roku działalność grupy przycichła po aresztowaniu jej liderów. Konspiracyjne Komórki Ognia pojawiły się ponownie w 2014 roku, dokonując kolejnych zamachów. W marcu 2017 roku aktywiści wysłali materiał wybuchowy do siedziby Międzynarodowego Funduszu Walutowego w Paryżu. W eksplozji przesyłki jedna osoba została lekko ranna.

## Ideologia
Wyznają anarchizm indywidualistyczny. Walka dla członków ruchu nie jest narzędziem uzyskania porewolucyjnego dobrostanu, lecz celem samym w sobie. Bojownicy grupy w komunikatach z niechęcią odnoszą się do walki klas czy prób utworzenia utopii społecznej. Walka rewolucyjna ma wedle założeń służyć przełamaniu utartych schematów zachowań i moralności oraz służyć zemście na wszelkich komórkach systemu.

## Jako organizacja terrorystyczna
W 2011 roku wpisane zostały na listę organizacji terrorystycznych Departamentu Stanu USA.